# Varo Energy
VARO Energy (VARO) ist ein diversifiziertes Energieunternehmen mit Hauptsitz in Zug, Schweiz, welches in sechsundzwanzig Ländern vertreten ist. Es ist in den Bereichen Produktion, Lagerung und Distribution, Marketing und Handel in der gesamten Energie-Wertschöpfungskette tätig und in den Geschäftsbereichen für konventionelle und nachhaltige Energien aktiv. Im Jahr 2022 kündigte VARO seine „ONE VARO Transformations-Strategie“ an, die sich auf konventionelle und nachhaltige Energien fokussiert, wobei letztere auf fünf strategischen Wachstumssäulen basieren – Biokraftstoffe, grüner Wasserstoff, Biomethan und Bio-LNG, naturbasierte Kohlenstoffabscheidung und Elektromobilität.
Die Anteilseigner von VARO Energy sind die globale Investmentgesellschaft Carlyle Group und das globale Energie- und Rohstoffunternehmen Vitol. Der CEO des Unternehmens ist Dev Sanyal.
VARO besitzt eine Raffinerie in Cressier, Schweiz, eine Mehrheitsbeteiligung an der Bayernoil-Raffinerie in Bayern, eine 80-prozentige Beteiligung an einer der größten europäischen Biogasanlagen in Coevorden sowie Lagereinrichtungen, Vertriebs- und Marketinggeschäfte in wichtigen europäischen Zentren. Zudem gehören VARO 100 % der Anteile an elexon, einem führenden europäischen Entwickler von Ladestationen für Nutzfahrzeuge, 59,8 % der Anteile an SilviCarbon, einem weltweit führenden Unternehmen für die Entfernung von Kohlendioxid (CDR) auf natürlicher Basis in Asien und Südamerika, und 67,9 % der Anteile an Road, einem Anbieter von Ladeplattformen für Elektrofahrzeuge.

## Geschichte

### 2012

Die Raffinerie Cressier (1967)

Varo Energy wurde durch die Übernahme der Cressier-Raffinerie in der Schweiz von Petroplus, in Verbindung mit Marketing- und Lageraktivitäten, gegründet.
Es wurde als Joint Venture zwischen dem Rohstoffhändler Vitol (75 %) und Atlas Invest (25 %) gegründet, einer Finanzholdinggesellschaft im Besitz des führenden Energieinvestors Marcel van Poecke, der Chairman von Varo Energy bleibt.

### 2013
Die Shareholderbasis von Varo Energy wurde neu strukturiert; anstelle von Atlas Invest beteiligt sich der Finanzinvestor Carlyle mit 50 Prozent.
In Deutschland erwarb Varo Petrotank und Vitol Marketing Deutschland.

### 2014
Varo wurde durch den Erwerb von Anteilen der OMV Deutschland GmbH an der Bayernoil Raffineriegesellschaft GmbH und anderen nachgelagerten Vermögenswerten der OMV Deutschland GmbH Eigentümer von 45 % der Bayernoil-Raffinerie in Deutschland.
Das Unternehmen erwarb das Heizölgeschäft und das allgemeine Handelsgeschäft von Total in der Schweiz (Huiles Minérales, Mazol, Portales & Bonnet CH). Zu den erworbenen Vermögenswerten gehört das Tanklager in Eclépens bei Lausanne und das gesamte Direktvertriebs- und Verkaufsnetz von Total für Heizöl und Diesel in der Schweiz.
Roger Brown wird zum Chief Executive Officer von Varo ernannt.

### 2015
Varo investierte über 50 Millionen Schweizer Franken in die Raffinerie Cressier, die bedeutendste Investition in der Geschichte des Standorts, um langfristig wettbewerbsfähig zu bleiben.[25][26] Die Investition konzentriert sich auf Sicherheit, Anlagenintegrität und Wachstum. Zu den Projekten zählen eine teilweise Umstellung der Energieversorgung der Raffinerie auf Erdgas, einer saubereren Energiequelle, und technische Upgrades, um die Produktion von Benzin mit bis zu 5 % Ethanol (aus erneuerbaren Quellen) zu ermöglichen.
Varo erwarb die deutschen Großhändler Marol und Gekol.
Varo fusionierte mit dem in den Niederlanden ansässigen Unternehmen Argos, dies führt zur vollständigen Übernahme der in der Schweiz ansässigen Rhytank AG. Reggeborgh, eine private niederländische Investmentgesellschaft, tritt als dritter Anteilseigner bei. Jeder Anteilseigner besitzt nun eine Beteiligung von 33,3 %.
Das Unternehmen erwarb Bunkeraktivitäten von Vitol in Deutschland.

### 2016
Das Unternehmen übernahm die volle Kontrolle über zwei Tanklagerterminals in den Niederlanden: Hydrocarbon Hotel und Enviem Terminal.
Varo erweiterte seine Binnenbunkeraktivitäten durch die Übernahme von Fiwado B.V. in den Niederlanden.

### 2017
Varo erwarb 100 % der Anteile an Inter Oil B.V, einer Holdinggesellschaft, die die Einzelhandelsaktivitäten in den Niederlanden durch den Erwerb der Markennamen Brand Oil und Amigo ausbaute.
Die Gesellschaft erwarb die Vermögenswerte der Schneider Mineralöl Meissen GmbH. (Tankstellen und Direktvertrieb) in Sachsen.
Varo erweiterte sein Tankstellennetzwerk in den Niederlanden durch den Kauf der United Fuel Group B.V. und gewann zusätzliche Tankstellen.
Das Hydrocarbon Hotel Tankstorage Terminal, das 2016 gekauft wurde, wird an Global Petro Storage verkauft.
Das ehemalige Petrotank-Terminal im deutschen Hanau wird an die Adolf Roth GmbH & Co. KG verkauft.

### 2018
Varo kaufte Van den Belt und erwarb dabei mehrere Tankstellen.
Varo erwarb die Gerber Energie GmbH und Einzelhandelsstandorte von Wengel & Dettelbacher sowie das Terminal in Brügge, Belgien.

### 2019
Varo erwarb 100 % der Anteile an SMD Beheer BV, einem Unternehmen der Calpam-Gruppe, und fügte seinem niederländischen Tankstellennetz 19 Stationen der Marke Calpam hinzu.

### 2020
Varo stockte seine Beteiligung an der Bayernoil Raffinerie um weitere 6,4 % auf, wodurch das Unternehmen mit 51,4 % zum Mehrheitsaktionär wurde.

### 2021
Carlyle schließt die Übernahme der Reggeborgh Beteiligung an Varo ab, um 66,66 % der Anteile an dem Unternehmen zu halten.
Varo hat den Kauf von 51 % der Anteile an SilviCarbon abgeschlossen.
Ab dem 1. Oktober erwirbt Varo einen Anteil von 49,5 % an E-Flux.

### 2022
Dev Sanyal wird zum Chief Executive Officer von Varo Energy ernannt.
Varo und Group E gaben den Plan bekannt, in Cressier die leistungsstärkste Freiflächen-Solaranlage der Schweiz zu bauen.
Die Varo Energy & GPS Group gab die Fertigstellung einer integrierten Biokraftstoffanlage im Hafen von Amsterdam bekannt.
Varo kündigte eine neue Strategie an, 3,5 Milliarden zu investieren und seine Kunden zu unterstützen, ihre Emissionsziele zu erreichen.
Varo kündigte eine neue ESG-Strategie an, die an seiner neuen Transformationsstrategie ausgerichtet ist.

### 2023
Varo Energy gibt den Erwerb von 80 % der Anteile an Bio Energy Coevorden BV (BEC) in den Niederlanden bekannt, einem der größten Biogasproduzenten in Europa.
Varo Energy und die Deutsche Lufthansa AG unterzeichnen eine Absichtserklärung zur Erforschung der Produktion und Lieferung von nachhaltigem Flugkraftstoff.
Varo Energy erhöht seinen Anteil an E-Flux auf 67,9 % und verpflichtet sich zu erheblichen Investitionen für den Markteintritt in Frankreich, Italien, Spanien und Großbritannien sowie für die Marktexpansion in Deutschland.
Varo Energy erwirbt 100 % der Anteile von Renewable Energy Services (RES), einem der führenden Biogas-Handelsunternehmen in Europa, und baut seine Kapazitäten im Bereich des Biogashandels in 10 europäischen Ländern aus.
Varo Energy kündigt an, 600 Mio. USD in den Bau einer großen Produktionsanlage für nachhaltigen Flugkraftstoff in Rotterdam zu investieren, die bis zu 7 % des EU-Ziels „2030 SAF“ erfüllen wird.
Varo Energy, Groupe E und CSEM haben in Cressier die grösste Freiflächen-Solarstromanlage der Schweiz in Betrieb genommen und ein Fernwärmenetz angeschlossen, das die überschüssige Wärme aus dem Produktionszentrum in Cressier nutzt.
Höegh Autoliners und VARO arbeiten zusammen, um die nachhaltige Schifffahrt zu beschleunigen.

### 2024
Varo Energy erwirbt 100 % der elexon GmbH, einem führenden europäischen Anbieter von Ladeinfrastruktur für Elektrofahrzeuge.
VARO Charging geht eine Partnerschaft mit Truckparkings Rotterdam ein, um eine neue Ladestation für E-LKW im Hafen von Rotterdam zu betreiben.
VARO und Orim Energy schließen sich zusammen, um das Angebot an nachhaltigen Schiffskraftstoffen zu erweitern.
Die Gunvor Group kündigt ihre Pläne an, sich an VAROs groß angelegtem SAF-Produktionsanlagenprojekt in Rotterdam zu beteiligen.

### 2025
Am 31. März 2025 gab VARO Energy bekannt, dass das Unternehmen eine Vereinbarung zur Übernahme von Preem Holding AB und Preem AB („Preem“) erzielt hat. Die Übernahme soll durch den vollständigen Erwerb aller Anteile an der Muttergesellschaft Corral Petroleum Holdings AB („CPH“) im Rahmen einer Bartransaktion erfolgen. Der Abschluss der Transaktion wird für die zweite Jahreshälfte 2025 erwartet und steht unter dem Vorbehalt der üblichen Abschlussbedingungen sowie der Zustimmung durch die zuständigen Aufsichtsbehörden.

## Belege
1. ↑  Leadership Team. In: Über uns. Varo Energy. Auf VaroEnergy.com, abgerufen am 21. Januar 2022.
2. ↑  Robert Perkins: Carlyle doubles stake in Swiss refiner Varo, with eye on biofuels expansion. In: www.spglobal.com. 3. Februar 2021, abgerufen am 18. Oktober 2022 (englisch).
3. ↑  Ros McNair: Argos and Varo Energy sign merger agreement to form major downstream group in North West Europe. In: Vitol. 28. Mai 2015, abgerufen am 24. Oktober 2022 (amerikanisches Englisch).
4. ↑   Vitol and Carlyle's Varo merge with Argos to create downstream powerhouse In: Reuters, 28. Mai 2015. Abgerufen am 24. Oktober 2022 (englisch).
5. ↑  Nick Coleman: BP veteran Sanyal becomes Varo CEO, spearheading transition drive. In: www.spglobal.com. 4. Januar 2022, abgerufen am 24. Oktober 2022 (englisch).
6. ↑  Switzerland's most powerful solar facility to be built in the canton of Neuchâtel. In: S-GE. Abgerufen am 18. Oktober 2022 (englisch).
7. ↑  Nick Coleman: BP veteran Sanyal becomes Varo CEO, spearheading transition drive. In: www.spglobal.com. 4. Januar 2022, abgerufen am 18. Oktober 2022 (englisch).
8. ↑  Germany: Hoyer opens new automatic station and partners with Varo. In: www.petrolplaza.com. Abgerufen am 18. Oktober 2022 (englisch).
9. ↑  VARO Energy announces the acquisition of SilviCarbon. In: www.euro-petrole.com. Abgerufen am 18. Oktober 2022.
10. ↑  Boudewijn: VARO enters eMobility solutions through acquisition of stakes in E-Flux. In: E-Flux EN. 6. Oktober 2021, abgerufen am 18. Oktober 2022 (niederländisch).
11. ↑  Nick Coleman: BP veteran Sanyal becomes Varo CEO, spearheading transition drive. In: www.spglobal.com. 4. Januar 2022, abgerufen am 18. Oktober 2022 (englisch).
12. ↑  Rosneft Sells 5% in Vostok Oil to a Consortium of Vitol and MME. Abgerufen am 22. November 2022.
13. ↑  Europe oil refining guru back with growth plan. In: Reuters. 20. Dezember 2013 (reuters.com [abgerufen am 22. November 2022]).
14. ↑  The Carlyle Group and Vitol Group to invest in Varo Energy to Create a Major New Energy Midstream Group across North-West Europe | Carlyle. Abgerufen am 22. November 2022.
15. ↑  BRIEF-Carlyle Group says to invest in Varo Energy with Vitol Group. In: Reuters. 19. Dezember 2013 (reuters.com [abgerufen am 22. November 2022]).
16. ↑  StackPath. Abgerufen am 22. November 2022.
17. ↑  The Carlyle Group and Vitol Group to invest in Varo Energy. Abgerufen am 22. November 2022.
18. ↑  Evaluate Energy - Login. Abgerufen am 22. November 2022.
19. ↑  OMV: Downstream Restructuring on Track - Divestment of Bayernoil - GeoResources. Abgerufen am 22. November 2022.
20. ↑  UPDATE 1-Vitol, Carlyle's Varo Energy buy Total Swiss diesel businesses. In: Reuters. 24. Juli 2014 (reuters.com [abgerufen am 22. November 2022]).
21. ↑  Varo Energy conclut l’acquisition de stockage et du commerce de distribution de Total Suisse. Abgerufen am 22. November 2022.
22. ↑  Canton de Neuchâtel – Gros investissement à la raffinerie de Cressier. Abgerufen am 22. November 2022 (französisch).
23. ↑  StackPath. Abgerufen am 22. November 2022.
24. ↑  Roger Brown starts as CEO of Varo Energy – Group announces CHF 50 Million investment in Cressier Refinery. Abgerufen am 22. November 2022.
25. ↑  Varo Energy Germany GmbH, Hamburg. Abgerufen am 22. November 2022.
26. ↑  Lesley Bankes-Hughes: EUROPE: Varo Energy seeking to launch IPO and listing on Euronext Amsterdam. Abgerufen am 22. November 2022 (britisches Englisch).
27. ↑  Argos et Varo Energy signent un accord de fusion pour former un groupe en aval majeur en Europe du Nord-Ouest. Abgerufen am 22. November 2022.
28. ↑  Argos et Varo Energy finalisent leur fusion et acquièrent la pleine propriété de Rhytank AG. Abgerufen am 22. November 2022.
29. ↑  Varo Energy completes acquisition of assets, including stake in Bayernoil refinery, from OMV. Abgerufen am 22. November 2022.
30. ↑  Varo Energy Takes Full Control Over Hydrocarbon Hotel Tankstorage Terminal | TankTerminals. Abgerufen am 22. November 2022.
31. ↑  Ship, bunker.com: Varo Energy to Buy Dutch Bunker Player. Abgerufen am 22. November 2022.
32. ↑  admin: Varo Energy acquires Inter Oil B.V. In: F&L Asia. 16. November 2016, abgerufen am 22. November 2022 (amerikanisches Englisch).
33. ↑  Varo aquires Inter Oil BV in the Netherlands - erpecnews live. Abgerufen am 22. November 2022.
34. ↑  Varo announces growth of retail business in Eastern Germany. Abgerufen am 22. November 2022.
35. ↑  Varo announces further growth of retail activities in the Netherlands. Abgerufen am 22. November 2022.
36. ↑  admin: Varo Energy acquires United Fuel Group. In: F&L Asia. 1. Juni 2017, abgerufen am 22. November 2022 (amerikanisches Englisch).
37. ↑  Varo Energy to sell Hydrocarbon Hotel tank terminal to GPS Group. Abgerufen am 22. November 2022.
38. ↑  margaret: Varo to sell Hydrocarbon Hotel storage terminal. In: Tank Storage Magazine. 6. Dezember 2016, abgerufen am 22. November 2022 (amerikanisches Englisch).
39. ↑  Varo Selling Terminal Hanau in Germany to Adolf Roth | TankTerminals. Abgerufen am 22. November 2022.
40. ↑  ACM geeft groen licht voor overname Van den Belt. Abgerufen am 22. November 2022 (niederländisch).
41. ↑  Varo expands its German retail business through acquisitions. In: Reuters. 1. März 2018 (reuters.com [abgerufen am 22. November 2022]).
42. ↑  Varo Signs Deal to Acquire the Business Activities of SMD Beheer BV in The Netherlands | TankTerminals. Abgerufen am 22. November 2022.
43. ↑  Varo signs deal to acquire Calpam. 23. September 2019, abgerufen am 22. November 2022 (englisch).
44. ↑  Varo becomes majority shareholder in Bayernoil refinery. 8. Januar 2020, abgerufen am 22. November 2022 (englisch).
45. ↑  margaret: Varo completes shares purchase in Bayernoil Refinery. In: Tank Storage Magazine. 8. Januar 2020, abgerufen am 22. November 2022 (amerikanisches Englisch).
46. ↑  Robert Perkins: Carlyle doubles stake in Swiss refiner Varo, with eye on biofuels expansion. 3. Februar 2021, abgerufen am 22. November 2022 (englisch).
47. ↑  Elisângela Mendonça: Carlyle doubles its stake in Swiss refiner Varo Energy. Abgerufen am 22. November 2022 (britisches Englisch).
48. ↑  Varo Energy announces the acquisition of SilviCarbon. Abgerufen am 22. November 2022.
49. ↑  Boudewijn: Varo enters eMobility solutions through acquisition of stakes in E-Flux. 6. Oktober 2021, abgerufen am 22. November 2022 (niederländisch).
50. 1 2  Nick Coleman: BP veteran Sanyal becomes Varo CEO, spearheading transition drive. 4. Januar 2022, abgerufen am 22. November 2022 (englisch).
51. ↑  Country’s most powerful solar facility to be built in the canton of Neuchâtel. In: GGBA. 24. Januar 2022, abgerufen am 22. November 2022 (amerikanisches Englisch).
52. ↑  Varo Energy and GPS Group announce the completion of an integrated biofuels facility in the Port of Amsterdam – TET. Abgerufen am 22. November 2022.
53. ↑  Varo targets net zero by 2040, ups transition funding | Argus Media. 5. Juli 2022, abgerufen am 22. November 2022 (englisch).
54. ↑  Rowena Edwards: Varo Energy sets low carbon strategy, net-zero goals. In: Reuters. 5. Juli 2022 (reuters.com [abgerufen am 22. November 2022]).
55. ↑  Reuters: Varo Energy buys 80% of Dutch biogas firm; aims to double capacity by 2026. In: Reuters. 12. Januar 2023 (reuters.com [abgerufen am 21. Juni 2023]).
56. ↑  Reuters: Lufthansa and Varo Energy sign MoU on renewable fuels. In: Reuters. 2. Februar 2023 (reuters.com [abgerufen am 21. Juni 2023]).
57. ↑  Ron Bousso, Ron Bousso: Varo Energy acquires second biogas firm in 2023. In: Reuters. 15. Juni 2023 (reuters.com [abgerufen am 21. Juni 2023]).
58. ↑  Varo announces plan to build major SAF manufacturing facility. 7. September 2023, abgerufen am 29. September 2023 (englisch).
59. ↑  Varo, Groupe E & CSEM Commission Switzerland's Largest Solar Power Facility - Financials and Investment. Abgerufen am 29. September 2023.
60. ↑  Höegh Autoliners and VARO partner to accelerate Sustainable Shipping. In: Höegh Autoliners. Abgerufen am 19. September 2024 (englisch).
61. ↑  Varo Energy: Höegh Autoliners, Varo Energy partner to accelerate sustainable shipping. In: BiobasedDieselDaily. 21. Dezember 2023, abgerufen am 19. September 2024 (englisch).
62. ↑  elexon: Übernahme durch Varo Energy. Abgerufen am 12. Januar 2024.
63. ↑  Varo Energy acquires EV charging provider elexon. 1. Dezember 2023, abgerufen am 12. Januar 2024 (englisch).
64. ↑  New e-truck charging hub in the Port of Rotterdam - EV Tech Insider. In: evtechinsider.com. 8. Februar 2024, abgerufen am 19. September 2024 (amerikanisches Englisch).
65. ↑  Varo Energy opens new e-truck charging hub in Rotterdam. In: www.mobilityplaza.org. 23. September 2024, abgerufen am 19. September 2024 (englisch).
66. ↑  VARO and Orim Energy to scale-up sustainable shipping fuel capabilities. In: Hydrocarbon Engineering. 21. Februar 2024, abgerufen am 19. September 2024 (englisch).
67. ↑  VARO and Orim Energy to scale-up sustainable shipping fuel capabilities | Tank News International. Abgerufen am 19. September 2024 (britisches Englisch).
68. ↑  VARO’s Rotterdam SAF Project Gains Momentum with Gunvor’s 50% Investment. In: Accelerating the energy transition | VARO Energy. Abgerufen am 19. September 2024 (britisches Englisch).
69. ↑  BioEnergyTimes: Gunvor Group to join VARO Energy in building large-scale SAF manufacturing facility - BioEnergytimes. In: BioEnergy Times. 5. August 2024, abgerufen am 19. September 2024 (amerikanisches Englisch).
70. ↑  Robert Harvey, Marek Strzelecki, Anna Hirtenstein: Exclusive: Varo Energy in talks to buy Preem's Swedish refineries, sources say. In: Reuters. 6. Dezember 2024 (reuters.com [abgerufen am 13. Juni 2025]).
71. ↑  skaninfo: Szwajcarskie Varo Energy kupuje Preem - największą firmę paliwową Szwecji. 1. April 2025, abgerufen am 13. Juni 2025 (polnisch).